# José Luis Cabria Ortega
José Luis Cabria Ortega (Melgar de Fernamental, Burgos, 5 de abril de 1963) es un profesor universitario de Teología.
Es Profesor Catedrático de la Facultad de Teología del Norte de España, sede de Burgos. En junio de 2022 fue nombrado canónigo de la catedral de Burgos, siendo más tarde, en la distribución de cargos del cabildo catedralicio, nombrado canónigo magistral.

## Formación y actividad académica

### Formación
Licenciado en Estudios Eclesiásticos (bachiller en teología) por la Facultad de Teología del Norte de España, sede de Burgos (1987).
En 1989, fue ordenado sacerdote.
Cursó estudios superiores en la Facultad de Teología del Norte de España, en su sede de Burgos, en la que se licenció, en 1990, en Teología Dogmática.
Posteriormente a su licenciatura, estudió en la Pontificia Universidad Gregoriana de Roma.donde se doctoró, en 1997, en teología con la tesis «Relación teología – filosofía en el pensamiento de Xavier Zubiri», publicada por la editorial Editrice Pontificia Università Gregoriana, en junio de 1997.
Realizó un curso de especialización de Arqueología Cristiana en el Pontificium Institutum Archeologiae Christianae de Roma, en 1994.
A partir de ese momento, se dedica a la docencia en la Facultad de Teología de Burgos. También realiza la actividad pastoral en varias parroquias rurales.

### Actividad académica
Es catedrático de Teología Sistemática e imparte las materias de Eclesiología, Mariología, Metodología científica, así como diversas temáticas relacionadas con la Teología Fundamental.
Es director de ciclo de Doctorado. Es profesor de: Baccalaureatus en Teología (Eclesiología, Mariología, Metodología científica, seminario, curso opcional de Misionología –Semana española de Misionología-), Licenciatura y Doctorado en Teología (diversos cursos de temática dogmática y de teología fundamental, Metodología científica: teoría y seminario) y en el Instituto Ciencias Religiosas (Eclesiología, Mariología, Teología y educación).
Desde 2015, es decano de la Facultad de Teología de Burgos. Anteriormente había sido Secretario General durante 13 años.
Es profesor visitante en varios centros teológicos: en la sede de Vitoria de la Facultad de Teología del Norte de España; en el Instituto Superior de Estudios Teológicos de Canarias; en el Instituto Superior de Filosofía «San Juan Bosco», afiliado a la Universidad Pontificia de Salamanca; en el Estudio Teológico Agustiniano de Valladolid; y en Universidad Católica de Honduras.
Ha sido director adjunto del Aula «Pensamiento y Sociedad», y de las jornadas «Ciencia y Cristianismo», en colaboración con la Universidad de Burgos. Desde 1999, es director del curso de verano anual que organiza la Facultad de Teología en la Universidad de Burgos.
En el plano investigativo, sus trabajos tratan de mariología, eclesiología y teología fundamental, con especial interés en el diálogo teología y filosofía.
Es Delegado de «Ecumenismo y relaciones interconfesionales»	 de la diócesis de Burgos.
En 2021, fue nombrado presidente de la Facultad de Teología del Norte de España, de sus dos sedes en Vitoria y Burgos.

### Monografías
- Relación teología – filosofía en el pensamiento de Xavier Zubiri, UPG, Roma 1997, 578 pp. ISBN 88-7652-764-8
- Dios, Palabra, Realidad. Filosofía y Teología al encuentro, editorial Idea, Santa Cruz de Tenerife 2008, 328 pp. ISBN 978-84-8382-445-0
- Virgo audiens. María, oyente de la Palabra de Dios, Facultad de Teología, Burgos 2008, 66 pp. ISSN 0521-8195
- María, oyente de la Palabra, Monte Carmelo, Burgos 2009, 158 pp. ISBN 978-84-8353-183-9
- Contemplar la Cruz. Escuchar al crucificado, Monte Carmelo, Burgos 2009, 130 pp. ISBN 978-84-8353-227-0
  - Contemplar la Cruz, escuchar al Crucificado, Monte Carmelo, Burgos 2012. 110 pp. Segunda edición, corregida y aumentada; incluye CD. ISBN 978-84-8353-432-8
- Hacia una Iglesia creída, pensada y creíble. Lecciones de eclesiología, Editorial Monte Carmelo, Burgos 2014, 486 páginas. ISBN 978-84-8353-647-6
- Epistemología teológica, Universidad católica de Honduras «Nuestra Señora Reina de la Paz», Tegucigalpa 2016, 250 páginas. (Ad usum privatum auditorum).

### Libros dirigidos y coordinados
- Dios en el pensamiento hispano del siglo XX, Sígueme, Salamanca 2002, 526 pp. (Dirección y coedición con Juana Sánchez-Gey, y colaboraciones). ISBN 84-301-1466-1
- La muerte y el morir, Monte Carmelo, Burgos 2009, 338. (Dirección y colaboraciones). ISBN 978-84-8353-226-3
- Testimonio y sacramentalidad. Homenaje al Profesor Salvador Pié Ninot, Editorial San Esteban, Salamanca 2015, 691 páginas. (Dirección y coedición con Ricardo de Luis Carballada, y colaboraciones). ISBN 978-84-8260-322-3
- Teología hoy: quehacer teológico, realidades pastorales y comunicación de la fe. Actas del congreso de teología en el cincuentenario de la facultad (1967- 2017), Publicaciones de la Facultad de Teología, Burgos 2019, 1378 págs. (Editor-Director y colaborador). ISBN 978-84-09-13971-2

### Libros en colaboración
- Fé e razâo: Caminhos de diálogo (Didaskalia, Lisboa, 2000). ISBN 972-651-251-4
- Así nació una parroquia: Santa Catalina de Aranda de Duero (1966-1991), Imprenta Santos, Burgos, 2000.
- Dios en el pensamiento hispano del siglo XX, Sígueme, Salamanca 2002. ISBN 84-301-1466-1
- Sociedad y nueva educación, Facultad de Teología-Caja Burgos, Burgos, 2002.
- Por una pastoral para la nueva misión universal, Facultad de Teología, Burgos, 2002. ISBN 978-84-95405-25-8
- Diccionario de Antropología creyente, Monte Carmelo, Burgos 2004. ISBN 978-8472398955
- Teología, liturgia y espiritualidad. XL Aniversario de la Sacrosanctum Conciliu, Facultad de Teología, Burgos 2004.
- Balance y perspectivas de la filosofía de X. Zubiri, Ed. Comares, Granada 2004. ISBN 84-8444-820-7
- Diccionario del sacerdocio, BAC, Madrid 2005. ISBN 978-84-7914-760-0
- Diccionario del Animador Pastoral, Monte Carmelo, Burgos 2005. ISBN 978-84-7239-928-0
- Sociedad y Nueva Europa, Facultad de Teología-Caja Burgos, Burgos 2005. ISBN 978-84-96421-22-6
- Encuentro en la luz. Actas del XXXIV Encuentro Nacional de Hospitalidades Españolas de Nuestra Señora de Lourdes (Vitoria, 18-20 de noviembre de 2005), Edición policopiada y en versión electrónico de CD, Vitoria 2006. ISBN 978-84-89805-26-2
- Educar en la fortaleza: una superación continua. Actas del XI Encuentro de Filosofía y Ecuación, Instituto Superior de Filosofía "San Juan Bosco", Burgos 2007.
- Cultura de masas y hombre contemporáneo, Facultad de Teología-Caja Burgos, Burgos 2007. ISBN 978-84-96421-68-4
- La muerte y el morir, Monte Carmelo, Burgos 2009. ISBN 978-84-8353-226-3
- Belén. Postales apócrifas de Navidad, Monte Carmelo, Burgos 2009. ISBN 978-84-8353-228-7
- Evangelium und Kultur. FS für Michael Sievernich SJ, Academic Press - W. Kohlhammer Verlag, Fribourg – Stuttgart 2010. ISBN 978-3170212404
- Educar en la esperanza: semillas de vida plena. Actas del XIV Encuentro de Filosofía y Educación, Instituto Superior de Filosofía "San Juan Bosco", Burgos 2010
- Proceedings Metaphysics 2009. 4th World Conference. (Rome, November 5-7, 2009), Dykinson, Madrid 2011. ISBN 978-84-9982-226-6
- ¡Abba! Enciclopedia del Cristianismo Contemporáneo en España y Latinoamérica, Monte Carmelo, Burgos 2011. ISBN 978-84-8353-382-6
- Raíces marianas en Latinoamérica, San Pablo, Bogotá 2012. ISBN 978-958-715-771-0
- Educar en la verdad: un camino de libertad. Actas del XVI Encuentro de Filosofía y Educación, Instituto Superior de Filosofía “San Juan Bosco”, Burgos 2012.
- Prioridad de la pregunta por Dios. Actas de las XII Jornadas de Teología, Santiago de Compostela 2012. ISBN 978-84940239-0-3
- Educar en la bondad. Un camino de felicidad Actas del XVI Encuentro de Filosofía y Educación, Burgos 2012.
- Cuadernos de Formación Permanente. Revista anual para la formación cristiana en comunidades, vol. 19, CCS, Madrid 2013. ISBN 978-87-8316-012-8
- Melgar de Fernamental en el recuerdo, Grupo 7, Logroño 2014
- Diccionario de filósofos contemporáneos, Monte Carmelo, Burgos 2015. ISBN 978-84-8353-718-3
- Testimonio y sacramentalidad. Homenaje al Profesor Salvador Pié Ninot, Editorial San Esteban, Salamanca 2015. ISBN 978-84-8260-322-3
- Diccionario de eclesiología, BAC, Madrid 2016. ISBN 978-84-220-1895-7
- La libertad religiosa, ¿Liberalidad o exigencia de los estados democráticos?, Editorial Monte Carmelo, Burgos 2017. ISBN 978-84-8353-822-7
- Creer en el amor. Redescubrir la encíclica Lumen fidei, CPL, Barcelona 2018. ISBN 978-84-9165-115-4
- Los jóvenes, la fe y el discernimiento vocacional. XX Jornadas Agustinianas (Madrid 3-4 de marzo de 2018), Centro Teológico San Agustín, Madrid 2018. ISBN 978-84-2202-077-6
- Teología hoy: quehacer teológico, realidades pastorales y comunicación de la fe. Actas del congreso de teología en el cincuentenario de la facultad (1967-2017), Publicaciones de la Facultad de Teología, Burgos 2019, 1378 págs. ISBN 978-84-09-13971-2